# Convento de Santa Clara (Úbeda)
El Real Convento de Santa Clara es un edificio religioso, catalogado como convento, bajo la advocación de Santa Clara de Asís en la ciudad de Úbeda, en la provincia de Jaén, España, declarado monumento nacional en 1979, y es uno de los monasterios más antiguos de Úbeda, que aún se encuentra habitado por monjas de clausura Clarisas.

## Historia
Se trata este de la fundación conventual más antigua de Úbeda, realizándose esta en fecha indeterminada del siglo XIII. Presenta dos claustros, las dependencias conventuales y la Iglesia, esta con su coro.
Es el primer convento de monjas que hubo en Úbeda después de la Reconquista. Desde 1290 se conocen documentos que hacen referencia al Real Convento de Santa Clara, fundado por franciscanas. La reina Isabel la Católica se hospedó en él, en 1489, cuando se dirigía al sitio de Baza (Granada).

## Descripción

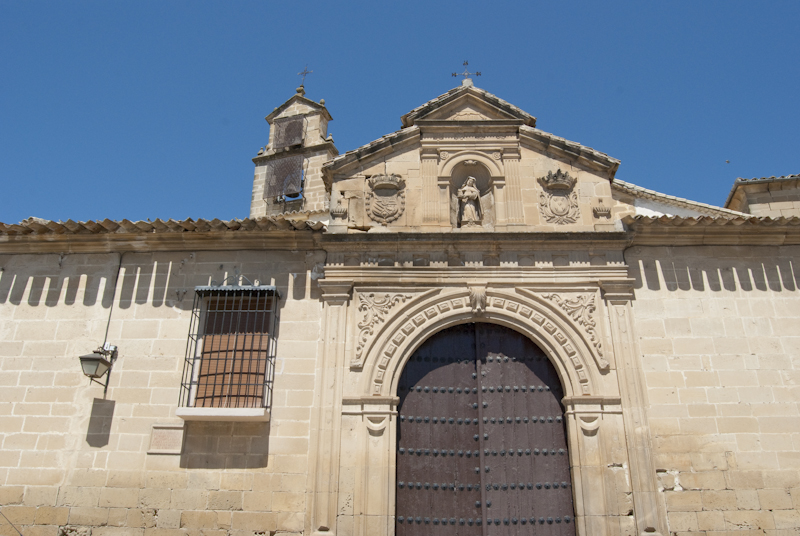
Portada principal en la plaza de Santa Clara

La portada principal barroca, en la plaza del mismo nombre, data de 1779. La conforma un arco de medio punto entre pilastras cajeadas que sostienen un sencillo entablamento conformado por triglifos y metopas. Sobre este una hornacina con la imagen de Santa Clara, está flaqueada por el escudo Real y el propio de la Orden. Se remata por un sencillo frontón triangular vacío en su interior.
Tras esta portada, se oculta una deliciosa portada mudéjar constituida por un arco polilobulado, que permite el acceso al interior de la Iglesia, y decoración con puntas de diamante y dientes de sierra. El escudo de los Austrias preside dicha portada.
Al interior una sencilla iglesia con planta de cajón y doble coro cerrado por reja y celosía a sus pies, alberga las Imágenes Titulares de las Cofradías de la Caída y del Santísimo Cristo de la Pasión.
Desde 2013 la cofradía la Hermandad de Costaleros del Santísimo Cristo de la Pasión reside en este convento y todos los Lunes Santo hace su recorrido

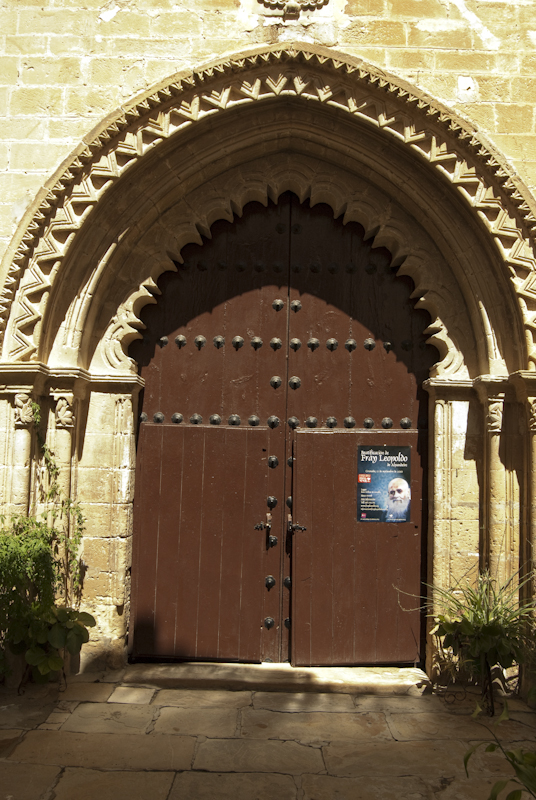
Portada interior

## Tradiciones
Las monjas viven de los dulces caseros que preparan de forma artesanal. Se sigue la tradición de que la novia debe llevar, en caso de matrimonio, una docena de huevos para que no llueva el día de su boda.